# Dymmelonsdag
Dymmelonsdagen kallas onsdagen före påsk, vilken infaller under stilla veckan. Det är dagen då påskfriden inleds, det vill säga den sista och striktaste delen av fastan. Namnet kommer av traditionen att i Skandinavien ersätta metallkläpparna i kyrkklockorna denna dag med trästavar, dymblar eller dymlar, för att ge en så dämpad klang som möjligt, en markering av att det är stilla veckan och att långfredagen är i antågande. I Finland har dymmelonsdag även kallats klockonsdag.

## Kristen tradition

### Biblisk historik
Dymmelonsdagens tema inkluderar hågkomsten av Maria som smorde Jesus samt hur Judas förråder Jesus.
Enligt Nya testamentet samlades stora rådet (sanhedrin) strax efter palmsöndagen och planerade att döda Jesus före pesach. Strax före sin död, enligt traditionen på onsdagen, besökte Jesus Simon den spetälske i Betania. När de satte sig till bords för att äta smorde en kvinna som hette Maria Jesu fötter och huvud med en hel flaska mycket dyrbar olja. Matteusevangeliet anger att lärjungarna blev förargade och sade: 'Vilket slöseri!'" och enligt Johannes var Judas den som blev mest upprörd. Jesus rättfärdigade kvinnans handling genom att säga att de fattiga alltid kommer att finnas bland dem, men inte han, samt att hans kropp nu blivit smord inför hans begravning. Det var efter detta som Judas sökte upp stora rådet och köpslog för att ange Jesus och peka ut honom för rådet.

### Liturgi
På många håll inom den västliga kristna sfären hålls den liturgiska gudstjänsten tenebrae på dymmelonsdagen, skärtorsdagen och långfredagen. Ordet tenebrae kommer från latin och betyder "mörker". Under denna mässa låter man stearinljusen på altaret brinna ned tills koret är helt mörkt. När mörkret lagt sig skapar man ett stort dån, kallad strepitus, vilket symboliserar Jesu död eller den jordbävning som följde på Jesu död. Tenebrae är följande dags läsningsgudstjänst och laudes, d.v.s. på dymmelonsdagens kväll hålls skärtorsdagens morgongudstjänster, etc.
I den ortodoxa kyrkan inleds firandet på tisdagskvällen eller tidig onsdagsmorgon då en särskild mässa hålls som avslutas med framförandet av Kassias psalm. Psalmen skrevs av Kassia på 800-talet och berättar om kvinnan som smorde Jesu fötter hos Simon den spetälske. Texten är i stora stycken skriven utifrån kvinnans perspektiv. Psalmen kan framföras under lång tid, ibland upp emot 25 minuter och är för många en mycket känslomässig upplevelse, där troende kan utbrista i tårfyllda böner.[källa behövs]

### Kyrkliga föreskrifter
Från och med dymmelonsdagen skulle buller undvikas för att markera påskfriden. I Skandinavien var det tradition att dämpa kyrkklockorna och byta ut metallkläpparna mot trästavar, dymblar eller dymlar (jfr engelskans dumb), för att ge en så dämpad klang som möjligt, en markering av stilla veckan. Noteringar finns också om att klockorna bands med tyger för att inte kunna ljuda. Även bullersamt arbete såsom att hugga ved eller väva ansågs opassande. Den 13 augusti 1823 upphävdes i Sverige den föreskrift som påbjöd att ingen musik skulle spelas från fastlagssöndagen fram till påskdagen.
Det är på grund av att Judas förrådde Jesus på dymmelonsdagen som ortodoxa kristna fastar på onsdagar under hela året.[källa behövs]

## Folkliga traditioner

### Skandinavien
I folklig tradition har dymmelonsdagen (ursprungligen genom missuppfattning) kommit att även kallas askonsdagen, vilken däremot enligt kyrklig definition infaller i veckan efter fastlagssöndagen.
En folklig sed har varit att fästa dymmelonsdagspass på varandras ryggar. Enligt medeltida tradition åkte häxorna till Blåkulla på Skärtorsdagen, en resa som kunde inledas redan på onsdagen, och traditionen med dymmelonsdagspass knyter an till det respass man trodde att häxorna behövde för att nå Blåkulla. Ett dymmelonsdagspass i folklig tradition består av en skämtsam teckning, exempelvis med häxmotiv, eller en vitsig mening. Ett exempel på seden med dymmelonsdagspass finns i filmen Mer om oss barn i Bullerbyn där barnen bland annat sätter pass på varandras ryggar, men även ett pass på den ovetande pigan Agdas rygg.
Om man eldar med ved ska enligt Bondepraktikan den ved som fälls under vintern vara kapad och kluven före dymmelonsdagen, annars "går dymmeln i veden" sades det. Med det menades att den inte hann torka utan kunde ruttna under våren och sommaren, och inte kunde eldas med under nästkommande vinter.

### Grekland
I Grekland är det tradition att alla i församlingen mottar smörjelse på dymmelsonsdagen. Denna tradition har även spridit sig till vissa andra platser.

### Tjeckien
I Tjeckien kallas dagen traditionellt sotaronsdagen eller svarta onsdagen, eftersom det var dagen då man skulle sota skorstenen så att den var ren till påsk.

### Malta
På Malta kallas dagen för L-Erbgħa tat-Tniebri (skuggonsdagen), vilket refererar till den liturgiska nedsläckningen (tenebrae). Förr brukade församlingens barn slå på stolar för att skapa ett dån, det så kallade "strepitus".